# Vidalia (Georgia)
Vidalia (pronuncia: /vaɪˈdeɪljə/) è una città degli Stati Uniti d'America, situata nello Stato della Georgia e in particolare nella contea di Toombs. Una piccola parte della città si estende nella contea di Montgomery.